# Сергеев, Алексей Степанович
Алексей Степанович Сергеев (17 марта 1886—1954) — русский советский писатель, член Союза писателей СССР (1947).

К сожалению, его имя не упоминается ни в Большой советской, ни даже в Краткой литературой энциклопедиях, и у нашего краеведения сведения скудные.— краевед В. А. Долгирев, 1993 год
Известен как автор романа «Стерегущий» (1957), будучи двоюродным братом командира эсминца «Стерегущий» лейтенанта А. С. Сергеева, положив в основу романа свои юношеские впечатления о жизни на Дальнем Востоке и пребывания в осажденном Порт-Артуре, этой книгой инициировал изучение сотрудниками РГА ВМФ истории подвига корабля, и установления имён героев, открывших кингстоны и не сдавших эсминец в плен японцам.

## Биография
Родился 17 марта 1886 года[по какому календарю?] в г. Очаков Одесского уезда, Херсонской губернии. Отец — поручик очаковской крепостной артиллерии, потомственный почётный гражданин Херсонской губернии, Степан Степанович Сергеев; мать — дочь надворного советника, Клавдия Александровна Герасимова. Был крещён 8 апреля 1887 года в Николаевском соборе Очакова.
Отец умер, когда мальчику было семь лет. Через два с половиной года его как сироту приняли на казённый счёт в Симферопольскую гимназию, которую он окончил в 1905 году. По окончании гимназии он поступил на филологический факультет Петербургского университета, но смерть матери лишила его последней моральной и материальной поддержки, и оставив обучение, в 1908 году он уехал работать мелким банковским служащим во Владивосток, где поступил в Восточный институт.
В 1909 году поступил работать в «Русско-Китайский банк», вошедший в 1910 году в «Русско-Азиатский Банк». В 1917 году, после национализации банка, был назначен инспектором «Народного банка Российской Республики». Затем работал ответственным работником продовольственных органов в Петрограде, Харькове, Киеве; в Киеве был членом Коллегии организационного управления Укрнаркомпрода, председателем и зам. председателя правления рабочих кооперативов и их союзов; Строитель и рационализатор кредитной системы СССР; Ученый секретарь и зав. Заочными курсами Госбанка, сотрудник экономических журналов и газет; Зав.плановыми организационными, финансовыми отделами, ревизор в Центросоюзе, в Центральном Военно-Кооперативном управлении. Считался высококвалифицированным ревизором, особенно в Главцпецторге, Осоавиахиме.
Сергеев А. С. по профессии банковский работник, является автором ряда научных работ по банковскому делу, сотрудничал в журналах «Кредит и хозяйство», «Счетная мысль», в газетах «Экономическая жизнь», «Торговая Промышленность».
В 1937 году вышел на пенсию по состоянию здоровья, поселяется в подмосковном посёлке Мамонтовка и заняться писательской деятельностью.
Первый роман написал через год, но война помешала изданию книги. В 1946 году вышел роман «Варяг», 24 октября 1947 года он был принят в члены Союза писателей СССР.
Роман «Варяг» был резко раскритикован, больше его произведения при жизни не печатались. В последние годы жизни он испытывал острую материальную нужду, в обращении от 22 мая 1954 года на имя зам. секретаря Правления Союза писателей СССР, С. Преображенскому он писал: «О себе писать нечего. Всё по-старому: болен и нищ».
Умер в 1954 году. Похоронен на Звягинском муниципальном кладбище (МО, г. Пушкино, мкр. Мамонтовка).

## Творчество
Является автором двух изданных романов «Варяг» и «Стерегущий», ещё несколько книг не были напечатаны.
Первый роман «Порт Артур» был написан в 1938 году и был премирован Президиумом Союзом писателей СССР крупным денежным поощрением. Рукопись была передана в Литфонд для перепечатки на пишущей машинке, а издательство «Советский Писатель» приобрело рукопись, но с началом войны, издательство эвакуировалось и книг издана не была. Судьба рукописи не известна.
В 1946 году вышел роман А. С. Сергеева — «Варяг». Книга была издана Издательством «Советский писатель». Роман написан с использованием архивных данных.
В 1952 году написал роман «Петропавловск». Произведение разворачивается на фоне 1854—1904 гг. Главным героем выступает наш знаменитый флотоводец С. О. Макаров, сын боцмана, из «плебейских» низов, пробивший себе дорогу своими дарованиями, к важнейшим руководящим постам в русском флоте. Жизнь показана в движении, в труде, в подвигах, в беззаветном служении Родине, за которую он отдал свою жизнь в Порт-Артуре. Судьба рукописи по настоящее время не известна.
В 1953 году завершён роман «Боярин». В романе рассказывается о кругосветном плавании в 1903 году из Петербурга в Порт-Артур крейсера «Боярин». Даны описания портов испанского, французского, итальянского, английских, китайско-английского Гонконга, японских портов Нагасаки и Токио. Рассказано о вероломном нападении японцев на Порт-Артур в ночь на 9 февраля 1904 года. Судьба рукописи романа «Боярин» по настоящее время так же не известна.
Работу над романом «Стерегущий» закончить не успел. Уже будучи тяжело больным, не задолго до своей смерти в 1954 году, автору удалось договориться о издании романа, и согласовать с литературным редактором В. Д. Пушковым внесение в книгу поправок и дополнений — согласно завещанию писателя некоторые из глав были доработаны, устранены исторические неточности.
Роман в окончательной редакции вышел после смерти автора в 1957 году в издательстве «Молодая гвардия».

### Издания
- Варяг — Л.: «Советский писатель», 1946 — 340 с. (тираж: 35000 экз.)
- Стерегущий — М.: «Молодая гвардия», 1957 — 344 с. (тираж 90000 экз.)
- Варяг. Стерегущий — М.: Слог, Редакция газеты «Труд», 1994 — 560 с. (тираж: 50000 экз.)

## Критика
П. Д. Быков — капитан 1 ранга, основатель кафедры военно-морской истории в Высшем Военно-морском училище имени М.В. Фрунзе, в 1946 году в журнале «Морской сборник» поместил критическую рецензию на роман «Варяг» под заголовком «Роман, искажающий историческую действительность».  Так же критически роман оценил С. Нагорный (статья «Идиллия вместо исторической правды» в газете Красный флот, 1946 год).
Помимо критики изображения достоверности исторических событий в романе, критике подвергалась и идеологическая оценка этих событий в романе — так литературовед А. М. Еголин в статье 1947 года «О патриотизме советской литературы», прочитанной им как цикл лекций в Москве и опубликованной в журнале «Советская педагогика», назвал роман «Варяг» в числе «срывов на участке художественной исторической литературы»:

Особенно порочными являются романы «Дикое поле» Петрова-Бирюка и «Варяг» Сергеева. Общий для них и основной порок состоит в отсутствии марксистского подхода авторов к освещению исторических событий. Авторы не поднялись на уровень современной исторической науки и не увидели в трудовых массах настоящих двигателей исторического процесса.
А. Сергеев в романе «Варяг» идиллически рисует взаимоотношения между матросами и офицерами царского флота. Одни отечески заботятся о матросах, другие им преданы бесконечно. Порой трудно увидеть отличие патриотических чувств, свойственных советским людям, от тех чувств, которыми наделил Сергеев офицеров и матросов царского флота. События накануне 1905 года автор описывает так, что читатель не видит из романа, что Россия — накануне революции, что матросы высказывали возмущение офицерской кастой и т. д. Колонизаторские приёмы царизма, его империалистическую политику автор называет «прогрессивным историческим делом». А. Сергееву следовало бы писать свой роман, исходя из оценки русско-японской войны В. И. Лениным «Наш народ нищает и мрёт от голода у себя дома — писал Ленин, — а его втянули в разорительную войну из-за новых земель».
— А. М. Еголин, «О патриотизме советской литературы», 1947 год
Такую же оценку роману дал в журнале «Новый мир» в 1947 году секретарь правления Союза писателей СССР Л. М. Субоцкий, отметивший «идейные пороки» романа:

Первый из них — идеализация прошлого. В романе «Варяг» — художественно-примитивном до убогости — этот порок сказывается со всей силой. Сергеев изображает положительно героя Беляева, который колонизаторские замыслы царизма в Корее именует «прогрессивным историческим делом». Взаимоотношения агентов царского империализма с корейским населением рисуются как сплошная идиллия. Еще более идилличны отношения между матросами и офицерами царского флота.— Л. М. Субоцкий, секретарь правления Союза писателей СССР, журнал «Новый мир», 1947 год
Борис Соловьёв в статье «Повесть о легендарном корабле» в «Литературной газете» за 1947 год в художественном смысле положительно оценил лишь описание в романе  «Варяг» картины морского боя, и отметил целый ряд недостатков этого литературного произведения, а также нераскрытость характеров главных героев:

Попытки автора превратить эту книгу в роман мало удачны — тут не спасают его ни прелестные француженки, сёстры Тамбург, ни прекрасная Зинаида Ниолаевна в которую влюблён мичман Падалко, ни пряная «экзотика» Чемульпо. ... Чувство языка часто изменяет автору. Сильно сказывается пристрастие к общим словам, в результате чего повествование принимает порою полустатейный характер. В книге можно найти много погрешностей литературного характера, но это не зачёркивает её значения как полезной и интересной хроники тех исторических событий, связанных с легендарным именем «Варяга».— Борис Соловьёв — «Повесть о легендарном корабле», «Литературная газета», 1947 год
Роман «Стерегущий» как художественное произведение, допускающее вымысел, редакторами издания книги оценивался высоко:

Посмертный труд А. С. Сергеева освещает в основном исторически точно и предвоенную обстановку и первый месяц русско-японской войны 1904—1905 годов, но это все-таки не документальная повесть, а литературно-художественное полотно, что оставляет за автором известное право на творческий домысел в рамках исторической вероятности. В военно-художественной литературе, посвященной началу нашего века, книга о «Стерегущем», по нашему мнению, займет свое надлежащее место даже после выхода таких получивших всеобщее признание произведений, как «Цусима» А. Новикова-Прибоя и «Порт-Артур» А. Степанова. — предисловие редакции к изданию романа 1957 года

### Архивные источники
- ЦГИА СПб. Ф. 14. — Д. 44342. — Оп.3.
- РГАЛИ Ф. 631. — Оп. 24. — Ед.хр. 482